# Chen Baoguo
Chen Baoguo (陈宝国S, Chén BǎoguóP; Pechino, 9 marzo 1956) è un attore cinese.
In occasione del centenario della nascita dell'industria cinematografica in Cina nel 2005, la China Film Performance Art Academy lo ha inserito nella lista dei "100 migliori attori in 100 anni di cinema cinese".